# Pinsà borroner bru
El pinsà borroner bru (Pyrrhula nipalensis) és una espècie d'ocell de la família dels fringíl·lids (Fringillidae) que habita boscos de muntanya de l'Himàlaia, al nord del Pakistan, i de l'Índia, sud-est del Tibet, nord de Myanmar, sud de la Xina, Taiwan, nord del Vietnam i Malaca.

## Taxonomia
Alguns autors consideren que la població de la península malaia és en realitat una espècie diferent:
- Pyrrhula waterstradti Hartert, E, 1902 - pinsà borroner de Malàisia[3]